# 野蛞蝓
野蛞蝓（学名：Deroceras agreste）为一種陸生會呼吸空氣的蛞蝓類動物，屬柄眼目旋蝸牛亞目蛞蝓下目的野蛞蝓科野蛞蝓属。

## 簡述
本物種的長度不會超過50毫米，顏色一般都是淺褐色到棕色、"buff or oatmeal-coloured",，頭部和觸角的顏色較深。身體沒有明顯的標記。腹足整個都是白色。分泌的黏液一般都是透明，但當被騷擾之時，分泌出來的黏液會變成白色。
本物種生活在潮濕的草地類和沼澤類的棲息地。牠們以死的和活的植物材料為食，是諸如萵苣之類的農作物的害蟲。其生命週期約為一年。

## 分佈
本物種原生於亞洲及歐洲的中部與北部。目前見於欧洲、美洲、亚洲以及中国大陆的广东、海南、广西、福建、浙江、江苏、安徽、湖南、湖北、江西、贵州、云南、四川、河南、河北、北京、西藏、新疆、内蒙古等地，生活环境为陆地，常生活于山区、丘陵、农田及住宅附近以及寺庙、公园等阴暗潮湿、多腐殖质处。

## 外部連結
維基物種上的相關：野蛞蝓